# Reichsbund der deutschen Beamten
Der Reichsbund der Deutschen Beamten (RDB) war die Gewerkschaft für deutsche Beamte im Deutschen Reich von 1933 bis 1945.

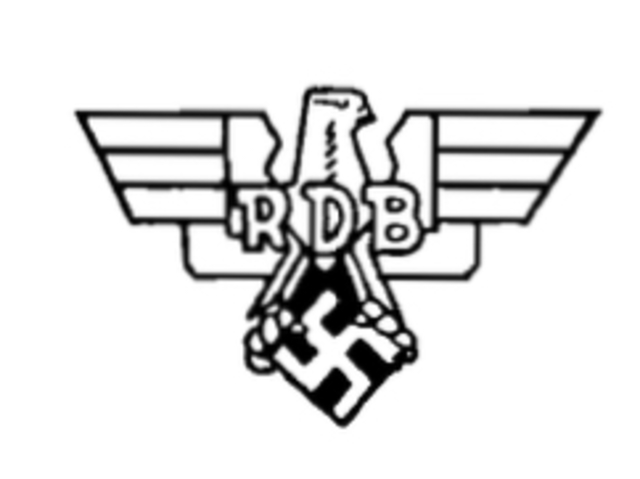
Abzeichen des RDB

## Entstehung
Der Reichsbund der Deutschen Beamten war ein der Nationalsozialistischen Deutschen Arbeiterpartei (NSDAP) angeschlossener, berufsständischer Verband, der 1933 als Einheitsorganisation der Beamtenschaft gegründet wurde. Er trat an die Stelle des Deutschen Beamtenbundes (DBB), des Allgemeinen Deutschen Beamtenbundes (ADB) sowie der anderen Beamtenverbände der Weimarer Republik. Das bisherige parlamentarisch-demokratische Organisationsprinzip der Gewerkschaften wurde beseitigt, die gewerkschaftliche Interessenvertretung verboten.
An die Spitze der Organisation trat der Leiter des Hauptamtes für Beamte in der Reichsleitung der NSDAP, Jacob Sprenger. Er vereinigte alle Befugnisse der Führung innerhalb des DBB in seiner Hand. An die Stelle der Interessenvertretung trat als Verbandszweck die „Mitarbeit am Neubau des Reiches“. Nach den Richtlinien für die Neuordnung, Neuwahlen und Gleichschaltung der dem DBB angeschlossenen Verbände vom 27. April 1933 wurde der DBB als Verband von Verbänden umgebildet in einen auf Einzelmitgliedschaft beruhenden Einheitsverband; die früheren Mitgliedsverbände wurden Fachgruppen ohne Finanzhoheit. Am 15. Oktober 1933 ordnete Adolf Hitler die Benennung der Organisation in „Reichsbund der Deutschen Beamten (RDB)“ an, seine Errichtung wurde vom Reichsbeamtenführer Hermann Neef auf der Grenzlandkundgebung der nationalsozialistischen Beamtenabteilung am gleichen Tag in Köln verkündet. Am 11. November 1933 wurde die Satzung des RDB bekanntgegeben und die Organisation von Reichsinnenminister Frick als maßgebende Einheitsorganisation anerkannt. Der RDB nahm seine Arbeit am 1. Januar 1934 auf und fasste die „Mitglieder der bisherigen Beamtenvereinigungen und der Fachschaften der Beamtenabteilung der Reichsleitung der NSDAP sowie der bisher nicht organisierten Beamten zu einer einzigen, dem Staatswohl dienenden Beamtenorganisation“ zusammen. An der Spitze des Verbandes stand der Vorsitzende Hermann Neef im Hauptamt für Beamte in der Parteileitung.

## Aufgaben
Der RDB fungierte als Dachverband für die Beamtenschaft, wurde in der Realität aber nur zu deren „Umerziehung“ im Sinne des nationalsozialistischen Systems missbraucht. Eine Interessenvertretung der Beamtenschaft war im Nationalsozialismus weder vorgesehen, noch wurde sie für notwendig gehalten. Zu den Aufgaben des RDB gehörten insoweit die Erziehung und Schulung der Beamten im Sinne des Nationalsozialismus, also die Durchdringung der Beamtenschaft mit nationalsozialistischem Gedankengut und damit die Unterstützung der politischen Maßnahmen des nationalsozialistischen Staates sowie die Ausübung von Fürsorgemaßnahmen.

## Leitung / Hauptamt
Innerhalb des RDB galt das uneingeschränkte Führerprinzip; neben dem Führer (Reichswalter) bestand der RDB aus dem Führerrat und dem Beirat mit lediglich beratender Funktion.
Als Einheitsorganisation der Beamten war der RDB dem Hauptamt für Beamte (der Dienstsitz war in München) der NSDAP zugeordnet. Dieses wiederum fungierte als selbstständiges Hauptamt innerhalb der Reichsleitung der NSDAP. In seinem Aufgabenbereich lagen u. a. die Mitwirkung bei der Beamtengesetzgebung, die politische Begutachtung von Beamten vor ihrer Einstellung, bei Beförderungen und bei Versetzungen in höhere Dienstposten.
Der Leiter des Hauptamtes für Beamte, Hermann Neef (1904–1950), war in Personalunion der Reichswalter des RDB. Dieses Hauptamt umfasste alle Mitglieder der NSDAP, die beruflicherseits als öffentlich-rechtliche Beamte tätig waren. Die Stellenbesetzung erfolgte ebenfalls durch das Hauptamt. In finanziellen Belangen unterstand der RDB der Aufsicht des Reichschatzmeisters der NSDAP.
Die Satzung des RDB wurde im Einvernehmen mit dem Reichsinnenminister aufgestellt, dessen Zustimmung für Änderungen erforderlich war und der auch die Aufsicht führte. Der RDB war zunächst eine "parteibetreute Organisation". Durch die Verordnung zur Durchführung des Gesetzes zur Sicherung der Einheit von Partei und Staat vom 29. März 1935 wurde er zu einem der NSDAP angeschlossenen Verband erklärt und der Finanzaufsicht des Reichsschatzmeisters der Partei unterstellt. Die absolute Vorrangstellung der Partei manifestierte sich vor allem in der Unterstellung des Reichsbundes unter das Hauptamt für Beamte der Reichsleitung und dessen Einfluss auf die Besetzung der Ämter im RDB. Kraft Amtes war der Leiter des Hauptamtes für Beamte zugleich "Führer" (später "Reichswalter") des RDB. Die nachgeordneten Führerstellen im RDB wurden durch das Hauptamt für Beamte besetzt. In der Praxis führte dies zur Personalunion von Partei- und Organisationsämtern bis zur untersten Ebene: Regional war der RDB in Gaue, Kreise und Orte untergliedert, deren Grenzen sich mit denen der NSDAP und des Hauptamtes für Beamte deckten. Die Gauamtsleiter des Hauptamtes waren gleichzeitig Gauwalter des RDB, die Kreis- bzw. Ortsamtsleiter der Partei zugleich Kreis- bzw. Ortsgruppenwalter des RDB. Zu der personellen trat verstärkend die bürotechnische Verklammerung hinzu: Die Dienststellen des Hauptamtes für Beamte wurden mit den Dienststellen des RDB zusammengelegt, der die Kosten zu tragen hatte.

## Organisation
Die territoriale Zuständigkeit des Reichsbundes entsprach der Gliederung der NSDAP, d. h. der Einteilung in Gau-, Kreis- und Ortsbereiche. So deckte sich der Arbeitsbereich einer Gauwaltung des RDB mit einem Gau innerhalb der NSDAP. Zum Teil fiel beim RDB die Kreiseinteilung weg. Dienstsitz des RDB war Berlin mit seinen vier Hauptabteilungen:
Hauptabteilung I - Organisation und Propaganda
A. Organisationsabteilung
B. Propagandaabteilung
C. Abteilung für weibliche Beamte
Hauptabteilung II - Bundesschatzamt
A. Abteilung Haushalt der Gliederung, Hausverwaltung
B. Abteilung Buchhaltung und Kasse
C. Revisionsabteilung
D. Abteilung Statistik
Hauptabteilung III - Beamtenpolitik und Beamtenrecht
A. Abteilung Beamtenpolitik
B. Abteilung Beamtenrecht
C. Abteilung Besoldung
D. Abteilung Erziehung und Unterricht
Hauptabteilung IV - Wirtschafts- und Sozialpolitik
A. Wirtschaftspolitische Abteilung
B. Sozialabteilung

## Fachschaften
Der Reichsbund bzw. das Hauptamt für Beamte fasste seine Mitglieder unter fachlichem Gesichtspunkt nach der Behördenzugehörigkeit in 14 Fachschaften zusammen:
1. Reichsbahnverwaltung (einschl. Reichsverkehrsministerium, Reichsautobahnen)
2. Reichspostverwaltung (einschl. Reichspostministeriums, Reichsdruckerei)
3. Reichssteuerverwaltung (einschl. Reichsbauämter, Reichsfinanzministerium)
4. Reichszollverwaltung (einschl. Reichsmonopolverwaltung)
5. Wehrmachtsverwaltung
6. Öffentliche Banken (Reichsbank, Staatsbanken, Landesbanken)
7. Sonstige Reichsverwaltungen (insb. Präsidialkanzlei und Reichskanzlei, Auswärtiges Amt, Reichs- und Preußisches Ministerium des Innern, Reichsgesundheitsamt, Reichsarchiv, Reichsarbeitsministerium, Reichsverkehrsministerium ohne Reichsbahnverwaltung, Reichsministerium für Volksaufklärung und Propaganda, Reichsamt für Landesaufnahme, Reichsstelle für Raumordnung, Beamte im Reichsarbeitsdienst).
8. Körperschaften des öffentlichen Rechts des Reichs (Reichsversicherungsamt, Reichsknappschaft und Bezirksknappschaften, Reichsanstalt für Arbeitsvermittlung und Arbeitslosenversicherung mit Landesarbeitsämtern und Arbeitsämtern, Reichsnährstand, Reichserbhofgericht, Deutsches Museum München, Deutsche Bücherei, Leipzig).
9. Polizeibeamte - wurden im Kameradschaftsbund Deutscher Polizeibeamten erfasst.
10. Reichsjustizverwaltung (einschl. Reichsjustizministerium)
11. Forstverwaltung
12. Allgemeine Länderverwaltung
13. Gemeindeverwaltungen, Deutscher Gemeindetag, Kommunale Heil- und Pflegeanstalten
14. Sonstige Körperschaften, Kirchenbeamte, Anwaltskammern.

Die weitere Untergliederung stellten die Fachschaftsgruppen dar. Die Fachschaften waren keine selbständigen Beamtenorganisationen, sondern Einrichtungen des RDB und hatten die Aufgabe, eine einheitliche Sachbearbeitung aller Beamtenangelegenheiten in ihrem Bereich sicherzustellen und die fachliche Fortbildung zu pflegen.

## Mitgliedschaft
Der Beitritt zum RDB stand grundsätzlich allen aktiven, inaktiven und Ruhestandsbeamten des Reichs, der Reichsbahn, der Reichsbank, der Länder, der Gemeinden und der öffentlich-rechtlichen Körperschaften offen; Lehrer konnten Mitglieder des Bundes werden, wenn sie zuvor die Mitgliedschaft im NS-Lehrerbund erworben hatten. Die Justizbeamten mit abgeschlossener rechts- bzw. staatswissenschaftlicher Ausbildung sowie die sonstigen mit richterlichen Geschäften betrauten Justizbeamten (Rechtspfleger) und die Amtsanwälte erwarben durch den Beitritt zum Bund Nationalsozialistischer Deutscher Juristen (später Bund Deutscher Rechtswahrer) automatisch die Mitgliedschaft im RDB. Für die Ruhestandsbeamten und Beamtenhinterbliebenen wurde am 19. März 1937 eine besondere, in enger Anlehnung an den RDB arbeitende Einheitsorganisation geschaffen, die "Gemeinschaft der Ruhestandsbeamten und Beamtenhinterbliebenen e. V." Von dem Grundsatz, dass der RDB allen Beamten der oben genannten Kategorien offenstand, gab es jedoch eine Reihe von Ausnahmen. Ausgeschlossen waren vor allem Juden im Sinne des Reichsbürgergesetzes; Ruhestandsbeamte, die auf Grund des Gesetzes zur Wiederherstellung des Berufsbeamtentums vom 7. April 1933 wegen nichtarischer Abstammung in den Ruhestand versetzt wurden oder versetzt worden wären, wenn sie sich noch im Dienst befunden hätten; Beamte oder Ruhestandsbeamte, die nach dem 30. Juni 1933 entgegen dem Reichsgesetz vom selben Tage eine Ehe mit einer Person schlossen, die von jüdischen Eltern oder Großeltern abstammte, sowie Beamte, die wegen politischer Unzuverlässigkeit entlassen wurden. Ein weiterer Filter gegen das Eindringen missliebiger Personen war dadurch geschaffen, dass über die Aufnahme von Mitgliedern der Führer (Reichswalter) des RDB entschied. Schließlich konnte ein Mitglied ausgeschlossen werden, wenn es "gegen Grundsätze der nationalsozialistischen Weltanschauung oder gegen Zweck und Aufgaben des Bundes gröblich verstößt". Es war also in jeglicher Hinsicht Vorsorge getroffen, um die Mitgliederschaft fest im Griff zu behalten sowie rassisch oder politisch missliebige Elemente vom Bund fernzuhalten.
Die Mitgliedschaft war formell freiwillig, hinderte jedoch nicht daran, psychologischen Druck zum Beitritt auszuüben. So ließ Hermann Neef im "Völkischen Beobachter" verlautbaren, angesichts der Aufgaben und Ziele des RDB müsse es jeder deutsche Beamte als einen an ihn gerichteten Auftrag empfinden, dem RDB beizutreten. Und in einem im Dezember 1933 in der Nationalsozialistischen Beamten-Zeitung (NSBZ) publizierten Aufruf hieß es, der Erwerb der Mitgliedschaft im RDB sei "Ehrenpflicht jedes deutschen Beamten"; wer ihm nicht angehöre, stelle sich gewissermaßen außerhalb des Volksganzen. In späteren Jahren wurde der Druck, dem RDB beizutreten, noch verschärft. Anfang 1939 wies ein Erlass des Oberkommandos des Heeres darauf hin, dass es selbstverständliche Pflicht für jeden Wehrmachtsbeamten sei, der Kameradschaft der Wehrmachtsbeamten und damit dem RDB anzugehören. "Ein Wehrmachtsbeamter, der dieser Pflicht nicht nachkommt, stellt sich selbst außerhalb der Gemeinschaft seiner Berufskameraden. Von ihm kann man annehmen, dass er dem nationalsozialistischen Gedanken des Gemeinschaftsgeistes fernsteht. Eine derartige Einstellung ist in der auf engster Gemeinschaft und Kameradschaft aufgebauten Wehrmacht des Dritten Reiches untragbar." Einen weiteren Anreiz, wenn nicht mittelbaren Druck zum Beitritt übte der Umstand aus, dass mit der Liquidierung der alten Beamtenverbände und der Überführung ihrer sozialen Einrichtungen und Vermögenswerte der RDB auch in dieser Hinsicht eine Monopolstellung einnahm. Wollten die Beamten diese Leistungen für sich und ihre Angehörigen in Anspruch nehmen, so mussten sie dem RDB beitreten. Dass viele Mitglieder der alten Beamtenorganisationen diesen Schritt taten, wird umso verständlicher, wenn man berücksichtigt, dass sie das Vermögen und die Einrichtungen des RDB durch ihre früheren Beitragszahlungen an die aufgelösten alten Verbände weitgehend selbst geschaffen hatten.

## Mitgliedszahlen
Bis Ende 1937 stieg die Zahl auf etwa 1,2 Mio. an. Nach dem Anschluss Österreichs an das Deutsche Reich im Jahre 1938 kamen weitere 160.000 Mitglieder hinzu, sodass der Bund ca. 1,4 Mio. Mitglieder zählte. Im Mai 1939 bezifferte Neef die Zahl der Mitglieder mit 1,5 Mio. Von den am 1. Januar 1939 erfassten Mitgliedern des RDB gehörten nach seinen Angaben 350.164 (28,2 %) der NSDAP an, von denen 102.619 (8,3 %) in der politischen Leitung der Partei tätig waren. Aus diesen Zahlenangaben, die zu bezweifeln kein Anlass besteht, ergibt sich, dass der RDB sein Ziel, möglichst sämtliche Beamte zu erfassen, nahezu vollständig erreichte. Auf der Führerratstagung des RDB am 21. Januar 1936 erklärte Neef, es hätten sich bereits 95 % der gesamten Beamtenschaft dem RDB angeschlossen.

## Einrichtungen
Der RDB war maßgeblich an den Deutschen Verwaltungs-Akademien beteiligt, welche die berufliche Fortbildung der Beamtenschaft fördern sollten.
Die RDB-Presse gab für die einzelnen Berufsgruppen regelmäßig Fachzeitschriften heraus, die sowohl zur weltanschaulichen als auch zur beruflich-fachlichen Fortbildung der Beamtenschaft dienen sollten, z. B. "Der Deutsche Verwaltungsbeamte. Nationalsozialistische Beamten-Zeitung", "Deutscher Beamten-Kalender" (Jahrbuch im Taschenformat).
Weitere Einrichtungen des RDB waren Sterbegeldversicherung, Erholungsfürsorge, Rechtsschutzstelle, Entschuldungsstelle, TBC-Fürsorge und die allgemeine Unterstützungsstelle. Die sozialen Aktivitäten des RDB bestanden entsprechend in der Gewährung von Sterbegeld, Einzelunterstützungen in Notfällen, Tuberkulosehilfe, Rechtsschutz und Ausbildungsbeihilfen für Begabte. Er unterhielt eine große Zahl von Erholungsheimen für Erwachsene und Kinder und arbeitete eng mit der Deutschen Beamtenversicherung, der Deutschen Beamten-Krankenversicherung und der Deutschen Beamten-Feuerversicherung zusammen. Das Beamten-Heimstättenwerk des RDB, die frühere Beamten-Bausparkasse, finanzierte Eigenheime. Schließlich führte der RDB eine große Entschuldungsaktion durch.

## Auflösung
Während des Krieges verfügte der Reichsleiter der NSDAP, Martin Bormann, für das Hauptamt für Beamte und den Beamtenbund die Stilllegung.
Nach der Niederlage des Dritten Reiches 1945 wurden alle nationalsozialistischen Organisationen am 10. Oktober 1945 durch das Kontrollratsgesetz Nr. 2 (Auflösung und Liquidierung der Naziorganisationen) vom Alliierten Kontrollrat verboten und deren Vermögen beschlagnahmt, so auch die nationalsozialistische Beamtenvereinigung RDB.
1949 wurde der Deutsche Beamtenbund aus verschiedenen regionalen Vereinigungen in der Bundesrepublik Deutschland neu gegründet. Da das Berufsbeamtentum für das Gebiet der DDR abgeschafft wurde, existierte dort keine Nachfolgevereinigung.